# Mezoregion Presidente Prudente

Mezoregion Presidente Prudente

Mezoregion Presidente Prudente – mezoregion w brazylijskim stanie São Paulo, skupia 54 gminy zgrupowanych w trzech mikroregionach. Liczy 24.129,2 km² powierzchni.

## Mikroregiony
- Adamantina
- Dracena
- Presidente Prudente